# آنخل باراخاس
آنخل باراخاس (اسپانیایی: Ángel Barajas‎؛ زادهٔ ۱۲ اوت ۲۰۰۶) ژیمناست اهل کلمبیا است.